# ارتم کوورنیکوف
ارتم کوورنیکوف (اوکراینی: Арте́м Олексійович Коверніков؛ زادهٔ ۱ ژوئیهٔ ۲۰۰۰) بازیکن فوتبال اهل اوکراین است.
از باشگاه‌هایی که در آن بازی کرده‌است می‌توان به باشگاه فوتبال آرسنال کی‌یف اشاره کرد.